# Mobilbank
En mobilbank er en netbank, som er tilpasset til mobiltelefoner (smartphones). Den gør det muligt at se kontooversigter, overføre og modtage penge ligesom en almindelig netbank, der virker fra en computer.
| Artikelstump | Spire Denne artikel om penge eller valuta er en spire som bør udbygges. Du er velkommen til at hjælpe Wikipedia ved at udvide den. |